# Drabescus pellucidus
Drabescus pellucidus är en insektsart som beskrevs av Cai och Shen 1999. Drabescus pellucidus ingår i släktet Drabescus och familjen dvärgstritar. Inga underarter finns listade i Catalogue of Life.